# プログレスM1-1
プログレスM1-1はロシア連邦がミール宇宙ステーションの補給のために2000年に打ち上げたプログレス補給船。プログレス-M1型でシリアル番号は250であった。加圧貨物を超える燃料の輸送に最適化された国際宇宙ステーションの補給のために開発されたプログレス-M型の派生として生まれたプログレス-M1型の初飛行であった。
プログレスM1-1はソユーズ-Uでバイコヌール宇宙基地1/5発射台から2000年2月1日06時47分23秒(GMT)に打ち上げられた。2月3日08時02分28秒(GMT)に無人状態であったミールにドッキングし、クバント1のaftポートがドッキングポートに使われた。83日間にわたってドッキングを続け、次のプログレスM1-2のドッキングのために4月26日16時32分43秒(GMT)にドッキングを解除した。19時26分03秒(GMT)に軌道を離れ、およそ50分後太平洋上の大気圏で燃え尽きた。
プログレスM1-1は到着時に急速に軌道の減衰が起こっていたミールの高度上昇のためのリブーストにも使われた。漏出の後のステーションの再加圧のための窒素や、4月にミールに搭乗したミールEO-28の乗組員への補給品が積まれていた。

## 註
1. 1 2  McDowell, Jonathan. “Launch Log”.   Jonathan's Space Page. 2009年6月12日閲覧。
2. 1 2 3  Anikeev, Alexander. “Cargo spacecraft "Progress M1-1"”.   Manned Astronautics - Figures & Facts. 2007年10月9日時点のオリジナルよりアーカイブ。2009年6月12日閲覧。
3. ↑  Wade, Mark. “Progress M1”.   Encyclopedia Astronautica. 2009年6月12日閲覧。
4. ↑  McDowell, Jonathan. “Satellite Catalog”.   Jonathan's Space Page. 2009年6月12日閲覧。
5. ↑  Christy, Robert. “Mir Diary - 2000”.   Zarya. 2009年6月12日閲覧。
6. ↑  Lafleur, Claude. “Spacecrafts launched in 2000”.   The Spacecraft Encyclopedia. 2009年6月12日閲覧。